# Paul Raymond (archivero)
Paul Raymond, o Paul-Raymond Lechien, (Belleville, 8 de septiembre de 1833 - París, 27 de septiembre de 1878) fue un archivero e historiador francés.
Afincado en Pau, fue una de las principales fuentes paleográficas y lexicográficas del bearnés.

## Trayectoria
Admitido en 1854 en la École nationale des chartes, se graduó de archivero paleógrafo en 1857 gracias a una tesis titulada Du pillage de la maison et des biens de l'évêque (V-XIIIe siècle).
Fue archivero en los archivos departamentales de los Pirineos Atlánticos desde su graduación en la Ecole de Chartes hasta 1877. Luego fue nombrado secretario general de la prefectura de los Pirineos Atlánticos.
También fue secretario general de la Sociedad de Ciencias, Letras y Artes de Pau de 1871 a 1877, luego presidente de esta sociedad en 1877.
Fue un republicano acérrimo «prestando incansablemente de su persona en todas las obras de bien público e instrucción popular. Fue el alma de la Sociedad de Ciencias, Letras y Artes de Pau y uno de los miembros más activos del jurado de los exámenes de primaria, la Biblioteca Popular, etc.»
Fue un incansable investigador que realizó un inventario general de los fondos de los Archivos Departamentales de los Pirineos Atlánticos. De su investigación extrajo muchos materiales que fueron publicados o utilizados en numerosos trabajos de investigación histórica o lingüística.
Participó en la redacción del Diccionario topográfico de Francia, que incluye topónimos antiguos y modernos, publicado por orden del Ministro imperial de Instrucción Pública. El volumen que escribió, el Diccionario topográfico del departamento de Basses-Pyrénées, se publicó por primera vez en 1863.
También participó en la preparación del Dictionnaire béarnais ancien et moderne publicado, bajo la dirección de Vastin Lespy, en 1887.

## Publicaciones

### Instrumentos de investigación
Estas herramientas están a disposición de los investigadores en las salas de lectura de los archivos y bibliotecas departamentales.
- Inventaire sommaire des archives départamentales anterieures à 1790, Basses-Pyrénées), 6 volúmenes grandes en-8°, París, P. Dupont.

I. Archives civiles, Série B, Nos. 1-4537, 1863. II. Archives civiles, Série B, Nos 4538-7980, 1867. III. Archives civiles, Série C y D, 1865. IV. Archives Civiles, Série E, Nos 1-1765, 1867. V. Archives civiles, Série E, Nos 1766-2410, y Suplemento a la Série E (archivos municipales), 1763. VI. Archivos Eclesiásticos, Serie G y H, 1874.
- Dictionnaire topographique du département des Basses-Pyrénées, 1863, París, Imprimerie Impériale, XX-208 p.[6]

- Sceaux des Archives du département des Basses-Pyrénées, 1874, L. Ribaut, 385 p., ilustraciones añadidas.

- Publicado por V. Lespy, Old and Modern Béarnais Dictionary, por V. Lespy y P. Raymond, 1887, Montpellier, impr. de los hermanos Hamelín, 2 vols. en-8°.

### Estudios
- Notices sur l'intendance de Béarn et sur les États de cette province, avec le catalogue des maisons nobles, 1866, París.
- Le Béarn sous Gaston Phoebus, dénombrement général des maisons de la vicomté de Béarn en 1385, 1873, Pau.
- Histoire de Bèarn et Navarre  de Nicolás de Bordenave publicado por primera vez, según el manuscrito original, por la Société de l`Histoire de France y por Paul Raymond.
- En colaboración con Vastin Lespy, Un baron béarnais au quinzième siècle, Gaston de Foix, seigneur de Coarraze, textes béarnais et textes en langue vulgaire, 1878, sociedad de bibliófilos de Béarn.

- Récits d'histoire sainte en béarnais, trad. et publ. pour la première fois sur le manuscrit du XVe siècle de V. Lespy y P. Raymond, Société des bibliophiles du Béarn.

- Muchos otros estudios: véase la lista en el Bulletin de la Société des Sciences, Lettres et Arts de Pau, tomo 8, 1878-1879, p. 12-14, accesible en Gallica